# Jin Boyang
Jin Boyang (chinês tradicional: 金博洋, chinês simplificado: 金博洋, pinyin: Jīn Bóyáng; Harbin, 3 de outubro de 1997) é um patinador artístico chinês. Ele conquistou duas medalhas de bronze no Campeonato Mundial, uma medalha de ouro e duas de prata no Campeonato dos Quatro Continentes, duas medalhas de prata na Cup of China, uma medalha de prata no NHK Trophy, foi vicecampeão mundial júnior em 2015 e tetracampeão do Campeonato Chinês. Jin disputou os Jogos Olímpicos de Inverno de 2018, onde terminou na quarta posição.

## Principais resultados
| Resultados | Resultados    | Resultados      | Resultados        | Resultados      | Resultados       | Resultados        | Resultados        | Resultados       | Resultados       | Resultados    | Resultados    | Resultados    |
| Internacional | Internacional | Internacional   | Internacional     | Internacional   | Internacional    | Internacional     | Internacional     | Internacional    | Internacional    | Internacional | Internacional | Internacional |
| Evento/Temporada | 2010– 2011    | 2011– 2012      | 2012– 2013        | 2013– 2014      | 2014– 2015       | 2015– 2016        | 2016– 2017        | 2017– 2018       | 2018– 2019       |               |               |               |
| --- | ------------- | --------------- | ----------------- | --------------- | ---------------- | ----------------- | ----------------- | ---------------- | ---------------- | ------------- | ------------- | ------------- |
| Jogos Olímpicos |               |                 |                   |                 |                  |                   |                   | 4.º              |                  |               |               |               |
| Campeonato Mundial |               |                 |                   |                 |                  | Medalha de bronze | Medalha de bronze | 19.º             |                  |               |               |               |
| Campeonato dos Quatro Continentes |               |                 |                   |                 |                  | Medalha de prata  | 5.º               | Medalha de ouro  | Medalha de prata |               |               |               |
| GP Grand Prix Final |               |                 |                   |                 |                  | 5.º               |                   | WD               |                  |               |               |               |
| GP Cup of China |               |                 |                   |                 |                  | Medalha de prata  | Medalha de prata  | Medalha de prata |                  |               |               |               |
| GP Grand Prix de Helsinque |               |                 |                   |                 |                  |                   |                   |                  | 5.º              |               |               |               |
| GP Internationaux de France |               |                 |                   |                 |                  |                   |                   |                  | 9.º              |               |               |               |
| GP NHK Trophy |               |                 |                   |                 |                  | Medalha de prata  |                   |                  |                  |               |               |               |
| GP Skate America |               |                 |                   |                 |                  |                   | 5.º               | 4.º              |                  |               |               |               |
| CS Finlandia Trophy |               |                 |                   |                 |                  |                   |                   | Medalha de ouro  |                  |               |               |               |
| Jogos Asiáticos |               |                 |                   |                 |                  |                   | Medalha de prata  |                  |                  |               |               |               |
| Internacional – Júnior |               |                 |                   |                 |                  |                   |                   |                  |                  |               |               |               |
| Campeonato Mundial Júnior |               |                 | 4.º               | 6.º             | Medalha de prata |                   |                   |                  |                  |               |               |               |
| JGP Grand Prix Júnior Final |               |                 | 5.º               | Medalha de ouro | 4.º              |                   |                   |                  |                  |               |               |               |
| JGP JGP Eslovênia |               |                 | Medalha de prata  |                 | Medalha de ouro  |                   |                   |                  |                  |               |               |               |
| JGP JGP Estônia |               |                 |                   | Medalha de ouro |                  |                   |                   |                  |                  |               |               |               |
| JGP JGP França |               |                 | Medalha de ouro   |                 |                  |                   |                   |                  |                  |               |               |               |
| JGP JGP Japão |               |                 |                   |                 | Medalha de ouro  |                   |                   |                  |                  |               |               |               |
| JGP JGP Letônia |               |                 |                   | Medalha de ouro |                  |                   |                   |                  |                  |               |               |               |
| Asian Open Figure Skating Trophy |               | Medalha de ouro |                   |                 |                  |                   |                   |                  |                  |               |               |               |
| Nacional |               |                 |                   |                 |                  |                   |                   |                  |                  |               |               |               |
| Campeonato Chinês | 6.º           | 4.º             | Medalha de bronze | Medalha de ouro | Medalha de ouro  | Medalha de ouro   | Medalha de ouro   | WD               | Medalha de ouro  |               |               |               |
| Jogos Nacionais da China |               | 4.º             |                   |                 |                  | Medalha de ouro   |                   |                  |                  |               |               |               |
| Equipes |               |                 |                   |                 |                  |                   |                   |                  |                  |               |               |               |
| Troféu Mundial por Equipes |               |                 |                   |                 |                  |                   | 5.º 5T/7P         |                  |                  |               |               |               |
| Team Challenge Cup |               |                 |                   |                 |                  | 3T/6P             |                   |                  |                  |               |               |               |
| |               |                 |                   |                 |                  |                   |                   |                  |                  |               |               |               |
| Legenda: GP = Grand Prix; CS = Challenger Series; JGP = Grand Prix Júnior; WD = Abandonou; T = Posição da equipe; P = Posição individual; Competição não foi disputada nesta temporada; Competição não fez parte do GP/CS; Competição fez parte do GP/CS |               |                 |                   |                 |                  |                   |                   |                  |                  |               |               |               |